# Omphalucha albosignata
Omphalucha albosignata là một loài bướm đêm trong họ Geometridae.